# Xandro Meurisse
Xandro Meurisse (* 31. Januar 1992 in Kortrijk) ist ein belgischer Radrennfahrer.

## Sportlicher Werdegang
Als Junior startete Meurisse 2013 und 2014 für das Team Lotto-Belisol U23, das Nachwuchsteam von Lotto-Belisol. Er gewann 2013 mit einer Etappe der eine Etappe der Okolo Jižních Čech sein erstes internationales Rennen. In der zweiten Saisonhälfte 2014 wurde er als Stagaire für das Team Lotto-Belisol eingesetzt, bekam jedoch keinen Anschlussvertrag. Daher fuhr er zunächst 2015 und 2016 für die Continental Teams An Post-Chain Reaction bzw. Crelan-Vastgoedservice. Er siegte 2016 auf der 4. Etappe der 4 Tage von Dünkirchen, einer Rundfahrt hors categorie.
Ab August 2016 erhielt Meurisse die Möglichkeit, als Stagaire für das Professional Continental Team Wanty - Groupe Gobert zu fahren und gewann die Bergwertung der Tour of Britain. Daraufhin erhielt er ab der Saison 2017 einen festen Vertrag. In seinem ersten Vertragsjahr wurde er Gesamtzweiter der Luxemburg-Rundfahrt 2017. Mit der Tour de France 2019 nahm er an seiner ersten Grand Tour teil und erzielte auf der 6. Etappe mit Platz 3 seine beste Etappenplatzierung. 2020 konnte er bei der Murcia-Rundfahrt erstmals die Gesamtwertung eines Etappenrennens gewinnen.
Zur Saison 2021 wechselte Meurisse zu Alpecin-Fenix. Den bisher einzigen Erfolg für sein neues Team (Stand 2024) erzielte er im Oktober 2021 beim Giro del Veneto. Zudem konnte er wiederholt bei stark besetzten Rennen vordere Platzierungen einfahren, unter anderem als jeweils Dritter beim Gran Premio Industria & Artigianato und der Région Pays de la Loire Tour 2022, Fünfter der Tour de Wallonie 2023 sowie 2024 als Zweiter beim Giro del Veneto, Dritter bei Veneto Classic und Zehnter der Lombardei-Rundfahrt.

## Erfolge
2013
- eine Etappe Okolo Jižních Čech

2015
- Bergwertung Circuit des Ardennes

2016
- eine Etappe 4 Tage von Dünkirchen
- Bergwertung Tour of Britain

2017
- Nachwuchswertung Luxemburg-Rundfahrt

2018
- Druivenkoers Overijse

2020
- Gesamtwertung, eine Etappe und Punktewertung Murcia-Rundfahrt

2021
- Giro del Veneto

## Grand-Tour-Platzierungen
| Grand Tour            | 2019 | 2020 | 2021 | 2022 | 2023 | 2024 | 2025 |
| --------------------- | ---- | ---- | ---- | ---- | ---- | ---- | ---- |
| Giro d’ItaliaGiro     | –    | –    | –    | –    | –    | –    | –    |
| Tour de FranceTour    | 21   | –    | 29   | –    | –    | –    | 22   |
| Vuelta a EspañaVuelta | –    | –    | –    | 39   | –    | 55   |      |